# 중화인민공화국의 인구

1950-2014 중국의 출생률과 사망률 추이.

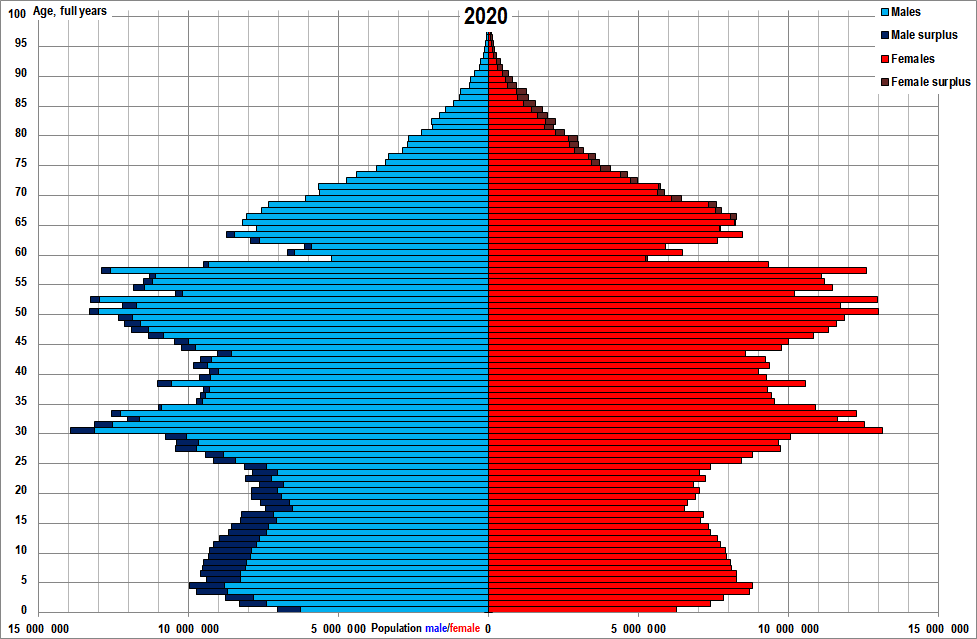
2020년 중화인민공화국의 인구 피라미드

중화인민공화국의 인구는 세계에서 제일 많았으나, 2022년 말을 기준으로 인도에게 1위를 내 주었다. 2020년 11월 현재 중화인민공화국의 인구는 14억 1,200만 명에 달한다. 2020년 인구 조사에 따르면 인구의 91.11%가 한족, 나머지 8.89%는 소수민족이다. 연간 인구 증가율은 0.59%로 세계 159위이다.

## 인구학적 동향

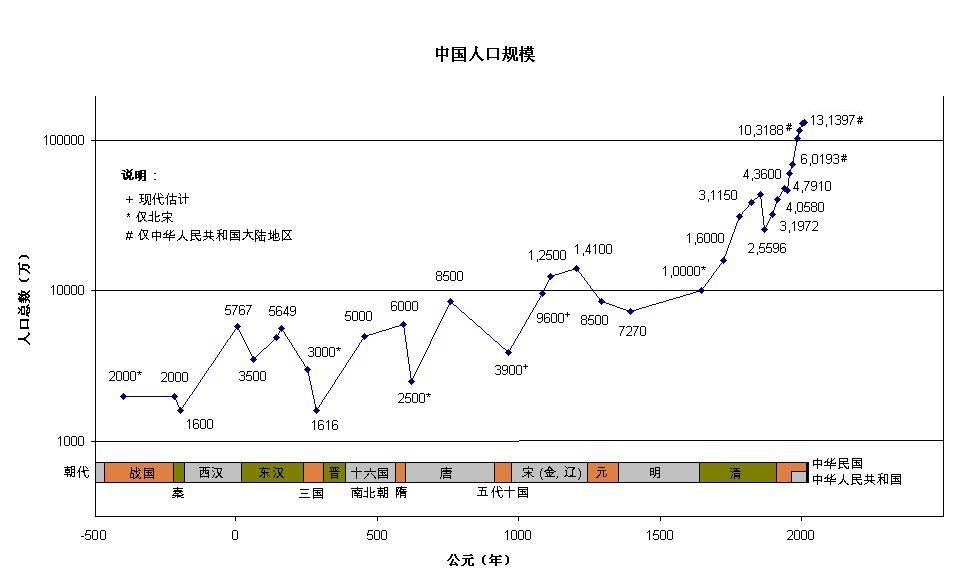
중국 인구의 역사. 단위는 만 명.

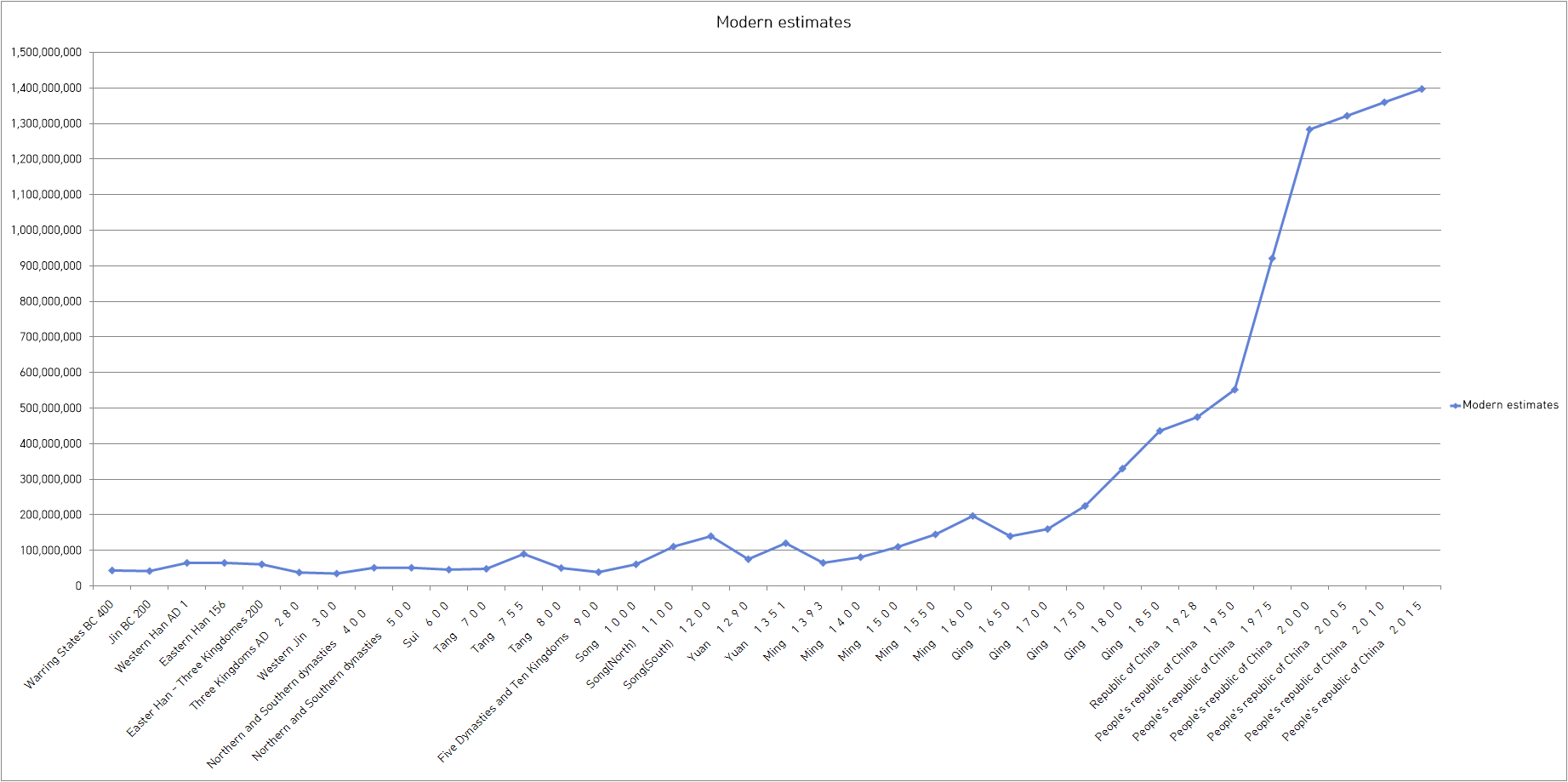
기원전 400-기원후 2015 중국의 인구.

중화인민공화국 건국 당시인 1949년 중국의 인구는 5억 4천만 명이었으며 평균수명 40세, 합계출산율 6.1명, 인구증가율 1.6%로 집계되었다. 1950년대 초반에는 사망률 감소와 계속되는 높은 출산율로 인구증가율이 상승하여, 1957년에는 연 2%를 훨씬 넘게 되었다.
1953년 제1회 인구센서스 당시 중국의 총인구는 5억 9,435만 명으로 나타났으며 1964년에는 6억 9,458만 명으로 증가한 것으로 나타나고 있다. 그러나 1958-61년 기간에 대약진운동의 실패와 자연재해로 인해서 심각한 식량부족이 초래되었고, 이에 따라 높은 사망률, 낮은 출산율로 인구증가율 감소를 경험하기도 했다. 특히 농촌지역의 인구와 유아 상당수가 사망하였고, 이로 인해 인구가 1959년 6억 7,207만 명에서 2년 연속 감소하여 1961년에는 6억 5,859만 명으로 나타났다.
| 연도 | 자료                          | 총인구  |
| ---- | ----------------------------- | ------- |
| 1953 | 제1회 인구센서스              | 59,435  |
| 1964 | 제2회 인구센서스              | 69,458  |
| 1982 | 제3회 인구센서스              | 100,818 |
| 1990 | 제4회 인구센서스              | 113,368 |
| 2000 | 제5회 인구센서스              | 126,583 |
| 2010 | 제6회 인구센서스              | 133,972 |
| 2012 | 국민경제와 사회발전통계보고서 | 135,404 |

1962년 이후 경제회복의 결과로 출산율은 증가하고 사망률은 감소하여 사상 유례없이 인구증가율이 높아져서, 1960년대 후반에는 인구증가율이 연평균 3%에 육박하였다. 그러나 1970년대부터 시작된 인구증가억제책으로 1974년에 처음으로 2% 이하로 떨어지기 시작했으며, 1979년에 중국의 가족계획인 ‘1자녀정책’의 실시 이후로 인구증가율은 지속적으로 감소하는 양상을 보이고 있다. 1982년의 인구센서스에서는 중국인구가 처음으로 10억을 상회하는 결과를 보여주고 있다.

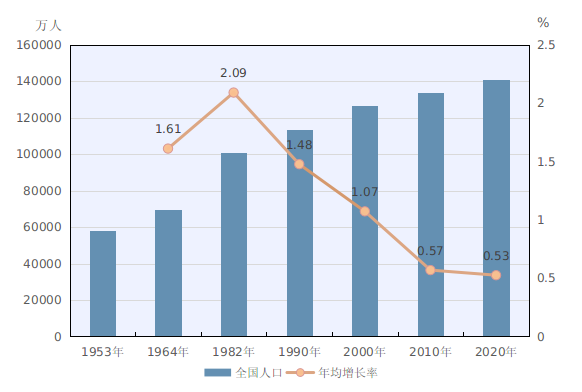
1953-2020 중국의 인구와 인구 성장률을 나타낸 그래프. 단위는 만 명, %.

1990년에는 중국의 인구가 11억 3,368만 명으로 나타나서 거의 40년 만에 인구수가 두 배로 증가한 것을 보여준다. 근래에 와서 출생률과 사망률의 감소로 인해 중국의 인구 증가의 속도는 감소했으나, 절대인구는 계속 늘어나서 2000년에는 12억 6,583만 명, 2010년에는 13억 3,972만 명으로 집계되었다. 최근에 인도의 인구증가 속도가 심상치 않으나, 아직은 중국의 인구가 13억 이상으로 세계에서 가장 큰 규모를 나타내고 있다.
이와 같은 중국의 인구변동은 다음과 같은 몇 가지 특징으로 요약될 수 있다:
첫째, 인구증가 속도가 하락하고 있으며 증가하는 인구규모도 매년 감소하고 있다. 둘째, 출생률이 지속적으로 하락하고 있다. 셋째, 노동인구가 2012년에 들어서면서 처음으로 감소하기 시작하였다. 넷째, 인구도시화가 빠르게 진행되면서 절반 이상의 인구가 도시지역에서 생활하고 있다. 다섯째, 유동인구가 지속적으로 증가하고 있다. 여섯째, 가족규모가 지속적으로 축소되고 있다.

### 인구변천의 개관
1949년 이후 중국에서는 3차례의 베이비붐이 있었다. 제1차 베이비붐은 1951-54년에, 제2차 베이비붐은 1962-73년에 일어났다. 이 둘은 높은 출산수준으로 발생한 베이비붐이었는데, 1985-91년 사이에 나타난 제3차 베이비붐은 출산율이 낮은 수준으로 유지되는 상황에서 청년층의 연령구조의 변화로 인해서 나타난 결과이다.
중국의 합계출산율은 1992년에 인구대체수준인 2.1보다 낮게 나타나기 시작하였고 이후 20년간 계속 대체수준 이하의 낮은 수준을 나타내고 있다. 합계출산율이 2000년에는 1.7로 더욱 낮아졌고 2009년 이후에는 대체적으로 1.5의 저출산 수준을 유지하고있다.
중국의 조출생율은 건국되던 해인 1949년부터 계속 높았으나 1958년부터 시작된 대약진운동과 자연재해로 인해 1960년과 61년에는 하락하였다. 1963년 이후 다시 급반등하여 1971년까지 30대의 높은 수준을 계속 유지했다. 1972년에 처음 30 아래로 내려갔고 1976년에는 20을 밑돌았다. 1979년에 중국의 가족계획인 ‘한자녀정책’이 실시된 후 한 번 하락했다가 1982년까지는 다시 약간 상승하지만 이후 지속적으로 감소하였고 1991년 이후에는 20 이하로 떨어지고 1999년에는 15 이하로 감소하였다. 2003년 이후에는 12 정도의 수준을 유지하며 완만한 하락세를 나타내고 있다.
한편, 중국의 조사망률은 1949년 이래로 감소하다가 대약진운동과 자연재해로 인해서 1960년에는 일시적으로 급상승한 후, 지속적으로 감소하였다. 1965년의 조사망률은 10을 밑돌게 되었으며 1970년대 전반기에는 7의 수준으로 1977년 이후에는 6의 수준을 계속적으로 유지해 오고 있다.
중국의 평균수명은 1950년에는 남녀 각각 46.7세와 49.2세였으나 이후 지속적으로 증가하여 1981년에는 66.3세와 69.3세로 상승하였다. 이 증가추세가 계속되어 2000년에는 남성 69.6세, 여성 73.3세로 늘어났으며 2010년에는 남녀 각각 72.4세, 77.4세로 증가했다. 한편, 이 기간 중 남녀 간의 격차가 1981년에는 2.99세로 나타났으나 1990년에 3.63세, 2000년에는 3.70세, 2010년에는 4.99세로 그 격차가 점점 벌어지는 현상을 보인다.

### 중국의 인구변천
중국은 1949년 사회주의 정권의 성립과 더불어, 200여 년 동안 계속되던 정치혼란, 전쟁과 기근 등의 맬서스 인구억제 요인에서 벗어나게 되었다. 강력한 중앙정부를 세움으로써 국민의 기초생활과 건강상태가 향상되고 사망률이 저하하였다. 무엇보다 전국민에게 최소한의 식량을 보급할 수 있게 되었고, 공중 보건체제를 정립하여 모든 국민이 그 혜택을 누리게되었다.
중국의 출산력은 1958-61년의 대기근(大饑饉) 기간 동안 감소한 것을 제외하면, 1949년부터 1970년까지, 대개 여자 1인당 6.0명 정도의 합계출산율을 유지하다가 1970년 이후로는 빠른 속도로 감소하여 1990년에는 대체수준에 도달하였다. 이처럼 빠른 속도의 출산력 저하에는 중국의 강력한 인구억제정책과 이에 따른 효율적 가족계획사업이 큰 역할을 하였다고 해석한다.
중화인민공화국 출발 직후의 인구정책은 국력의 증가와 풍부한 노동력의 보급을 목표로 하는 출산장려정책이었다. 그러나 1950년대 중반부터는 너무 빠른 인구증가는 경제발전을 둔화시키고 모자보건 증진을 저해한다는 이유로 인구증가억제정책을 시작했다. 그 당시의 인구정책은 모자보건 증진을 위한 출산율 조절을 목적으로 이에 관한 홍보, 교육 활동을 시작하였다. 그 후 1972년부터, 좀 더 적극적으로 ‘늦게, 천천히, 적게(晩稀少)’정책을 입안하여 전국 수준에서 가족계획사업을 강력히 추진하였다.
1970년대 말까지 계속한 이 정책은 구체적으로 여성의 늦은 결혼(농촌 23세, 도시 25세), 3년 이상의 출생간격, 2명 출산 후 단산을 장려하였다. 이 정책의 실현을 위하여 가족계획사업을 전국적으로 확대하였으며 실행기관인 국가계획생육위원회를 설립했다. 그러나 1970년대 말경 중국의 합계
출산율은 여전히 대체수준을 훨씬 웃도는 2.7명 수준에 머물러 있었다.
또한 1960년대 초기에 있었던 베이비붐시대에 출생한 거대한 출생코호트가 출산연령에 접근함에 따라, 높은 인구증가율이 계속될 것으로 예측했다. 당시의 지도자들은 빠른 인구증가가 계속되면 경제성장이 지연되고, 장기적으로 자원과 환경에 큰 부담을 주게 될 것을 우려하여 더 강력한 인구정책을 구상하였다.
1979년에 시작한 ‘한자녀정책’이라는 인구정책은 빠른 시일 내에 출산력을 대체수준 이하로 낮추고 총인구의 절대규모가 2000년도에 12억 명이 넘지 않게 하려는 의도에서, 약 한 세대에 걸쳐 일시적으로 강력히 시행했다. 그러나 이 정책은 일률적으로 시행한 것은 아니고, 한 가정 한 자녀의 원칙을 두되, 예외규정을 설정하여 약 절반의 인구가 둘째자녀를 출산할 수 있는 방법을 마련하였다. 가령 대부분의 농촌가정에는 첫째자녀가 딸인 경우 둘째자녀 낳기를 허용하였으며, 소수민족에는 이 정책을 강요하지 않았다.
1980년에는 혼인법을 개정하여 여성의 최저 혼인연령을 종전의 18세에서 20세로 높였다. 그러나 이는 1972년도 정책에서 권장한 늦은 결혼, 즉 농촌 23세, 도시 25세보다 훨씬 낮은 수준이었고, 이로 인해 일시적으로 결혼연령이 낮아지고 출산율이 상승하는 현상을 보이기도 하였다. 1990년도에는 인구억제정책을 다시 강화하여 출산율은 대체수준보다 훨씬 낮아졌다. 한편 중국의 출산율 저하는 경제적·사회적 변화에 따라 강력한 출산억제정책이 없었더라도 이루어질 수 있었다는 연구결과도 있다.
중국의 출생률과 사망률을 종합해 보면 중국의 인구변천은 중국 건국의 해인 1949년 이래 6단계의 중요한 변화를 겪어왔다. 제1단계는 1950-57년으로 출생률이 비교적 높은 동시에 사망률이 처음으로 감소하기 시작하면서 인구증가가 빠르게 진행되어 왔는데 이때의 인구증가율은 2% 이상을 나타내고 있다. 제2단계는 1958-61년의 기간으로 이때는 출생률은 낮아진 반면에 사망률은 높아졌는데 이 기간 중에 나타난 자연재해와 대약진운동으로 인해서 일시적으로 사망률이 출생률보다 높아져서 비정상적인 인구감소가 나타났다. 제3단계는 1962-70년 사이로 이 기간 중에는 출산율이 다시 높아지고 사망률이 낮아져서 인구가 빠르게 증가하는 양상을 보였다. 1962년에 10.1을 나타냈던 조사망률이 1970년에 7.6으로 하락하면서 중국 역사상 유례없이 빠른 인구증가가 나타난 것이다. 제4단계는 1971-79년의 기간으로 이 기간 중에는 출생률이 빠르게 하락하면서 동시에 사망률도 낮은 수준 유지되면서 인구증가세가 둔화되었다. 제5단계는 1980-97년의 기간으로 출생률이 낮은 수준에서 완만하게 감소하고 사망률이 안정적인 추세를 보여 완만한 인구증가의 양상을 보인 시기이다. 마지막으로 제6단계는 1998년부터 현재에 이르는 기간으로 출생률과 사망률이 모두 낮은 수준에서 안정적으로 유지되는 기간이다. 1998년에는 중국의 자연증가율이 처음으로 1% 이하로 하락하였고 인구증가율이 계속 감소하여 2012년에는 5% 이하로 떨어졌다.

### 인구의 지역적 특성
중국인구의 특성 중 하나는 지역 간 차이이다. 인구크기와 변화율, 인구구조, 평균수명, 유동인구분포는 지역에 따라 큰 차이가 있다. 인구의 분포를 보면 2007년 현재 중국의 인구는 동부 지역에 인구의 40%가 거주하고 있고, 중부지역에 32%, 그리고 서부에 28%가 살고 있는 것으로 나타나 있다. 동부는 북경과 천진 및 상해를 비롯하여 11개성, 시가 포함되어 있고, 중부는 산서성 등 8개의 성, 시 및 자치구가 포함되어 있으며 서부는 사천성과 티벳 등 12개의 성, 시 및 자치구가 속해 있다.
면적은 동부지역이 전국토의 11.3%를 차지하고 있고, 중부는 16.5%를 차지하고 있으나 서부가 72.2%로 가장 넓은 면적을 차지하고 있어서 인구분포와
면적의 분포가 반비례하고 있다. 전체 면적의 11.3%인 동부 지역의 인구분포가 40%에 달해 이 지역이 인구밀도가 가장 조밀한 곳으로 나타나는 반면에, 황폐한 땅이 많아 아직 개발이 안 된 서부지역의 면적은 전 국토의 72.2%를 차지하지만 인구분포는 28%로 가장 낮은 분포를 보이고 있다.
인구성장률을 볼 때, 조출생률은 지역적인 차이를 크게 보인다. 2007년 현재 북경(8.5), 천진(7.7), 상해(5.3) 등 3개 직할시와 동북부의 성(省)들은 8.5 이하의 아주 낮은 출산율을 보이는 한편, 남서부지역과 북서부지역의 많은 성들은(서장; 15.7, 신장; 13.7) 13 이상의 높은 조출산율을 보이고 있다. 사망력 차이도 그 패턴은 비슷하지만 정도는 심하지 않다. 그 결과 상해나 북경은 이미 자연증가율이 인구감소의 현상을 보이고 있다.
평균수명을 보면, 북경과 상해는 75세 이상으로 거의 선진국수준을 보이는 한편, 남서부지역과 북서부 지역에서는 상대적으로 낮게 나타나고 있다.
중국의 인구정책은 인민공화국 설립 초기부터 인구이동과 도시인구성장을 억제해 왔다. 이를 위하여 거주지 등록제도를 실시하여 농촌거주자와 도시거주자를 구분하여 인구이동을 엄격히 통제하였다. 생활 필수품의 공급, 공교육, 공중의료 및 보건혜택을 등록된 거주지에서만 가능하게 하는 호구(戶口)를 제정하여 농촌인구가 도시로 이동하는 것을 억제하는 수단으로 삼았다. 거주지를 바꾸는 일은 정부의 승인을 받아야 하며 특히 농촌에서 도시로 거주지를 옮기는 일은 승인을 받기가 매우 어려웠다. 문화혁명시기(1966-76)에는 고등학교 졸업 이상의 학력소지자를 강제로 도시에서 농촌으로 이주시키기도 하였다. 문화혁명 기간 동안 1,200만 명 내지 2,000만 명을 강제로 도시에서 농촌으로 이주시킨 것으로 추산된다. 문화혁명이 끝난 후에도 도시인구증가억제정책은 계속되었다.
1980년 이후로 도입한 시장경제체제는 인구이동에 큰 영향을 미치게 되었다. 경제체제 변화 이후 지역 간 경제성장률 차이가 심해지고, 집단농장들이 해체됨으로써 많은 농촌인구가 농업을 버리고 새로운 직업을 찾기 시작했다. 이 중 많은 사람들이 경제적으로 빨리 성장하고 있는 도시에서 일자리를 찾게 되었는데 엄격한 거주지 등록제도(戶口制) 때문에 거주지를 옮기기 어렵게 되면서 많은 농촌거주자들이 거주등록(戶口)은 농촌에 그대로 두고, 도시에서 임시고용 노동자나 소규모 자영업자로 일하며 사는 현상이 생겼다. 즉, 농민공들의 도시 인구집중과 함께 실제 거주지와 등록 거주지(戶口登記地)가 다른 유동인구(流動人口)의 급증현상이 나타나게 되었다.
2000년 인구센서스에 의하면 중국인구의 12%가 이러한 유동인구였다. 또 유동인구의 25%는 등록된 거주지가 현재 살고 있는 성(省) 밖에 있는 것으로 집계됐다. 이 유동인구는 최근에 그 수가 더 늘어나고 있는데 유동인구는 경제발전이 앞선 대도시지역, 동부 해안지역에 더 집중해 있다. 북경, 상해 및 광동성의 거주자 중에는 주거인구의 3분의 1 이상이 유동인구인 것으로 나타났다. 이들 유동인구는 거주등록지에서만 받을 수 있는 여러 가지 혜택의 사각지대에 놓여 있어 이들을 보호하는 것이 중국 인구정책의 큰 과제가 되고 있다.

### 인구구조의 변화와 고령화
중국에서 지난 60년간의 빠른 출산력 저하는 인구연령구조에 큰 영향을 미치게 되었다.
| 연도 | 인구구조(%) | 인구구조(%) | 인구구조(%) | 부양비(%) | 부양비(%)    | 부양비(%)  |
| ---- | ----------- | ----------- | ----------- | --------- | ------------ | ---------- |
| 연도 | 0-14        | 15-64       | 65+         | 총부양비  | 유소년부양비 | 노년부양비 |
| 1953 | 36.3        | 59.3        | 4.4         | 68.6      | 61.2         | 7.4        |
| 1964 | 40.7        | 55.7        | 3.6         | 79.5      | 73.1         | 6.5        |
| 1982 | 33.6        | 61.5        | 4.9         | 63.1      | 55.1         | 8.0        |
| 1990 | 27.7        | 66.7        | 5.6         | 49.9      | 41.5         | 8.4        |
| 2000 | 22.9        | 70.1        | 7.0         | 42.7      | 32.7         | 10.0       |
| 2010 | 16.6        | 74.5        | 8.9         | 34.2      | 22.3         | 11.9       |
| 2015 | 17.2        | 73.2        | 9.6         | 36.6      | 23.5         | 13.1       |

총인구중 0-14세 유소년인구의 비중은 제1차 인구센서스의 해인 1953년에 36.3%를 보였으나 1964년에 40.7%로 약간 상승한 이후 지속적으로 감소하기 시작해서 1982년에 33.6%로 떨어졌고 2010년에는 16.6%를 나타내고 있다. 한편, 15-64세의 노동인구는 1953년에서 1964년에 이르는 기간 중에 약간 감소하다가 이후 지속적으로 증가하는 추세를 보여주고 있다. 이러한 인구구조는 1980년대와 1990년대에 중국이 빠른 경제성장을 성취하는 데 도움이 되었던 것으로 보인다.
반면에 65세 이상의 노년 인구는 1953년에 4.4%를 나타냈으나 1964년에 3.6%로 약간 감소하였다가 2000년에 들어서면서 7.0%로 나타나면서 중국사회도 이미 고령화사회에 진입했음을 보여주고 있다. 이에 따라 노년인구 부양비도 점차 증가하고 있다. 현재 중국의 고령화 속도는 한국과 함께 전 세계에서 가장 빠른 것으로 나타나고 있으며 2025년 이후 중국인구는 급격한 고령화가 일어날 것으로 추계되고 있다. 중국인구의 급격한 고령화는 중국이 여전히 개발도상국이라는 점을 고려할 때, 중국정부가 “선로후부(先老後富)”의 문제를 강조하듯이 앞으로 인구정책의 큰 과제로 남게 될 것이 분명하다.
2022년에는 출생아 수보다 사망자 수가 더 많아졌으며, 최초로 인구 감소가 시작되었다.

## 인구 조사

### 인구 피라미드

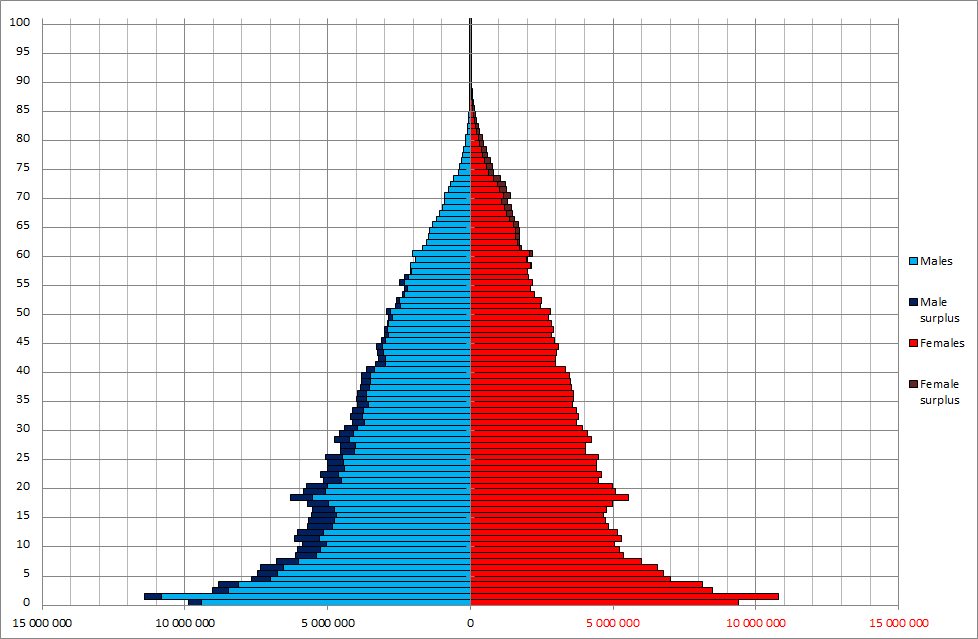
1953년 6월 30일, 제1차 인구 조사
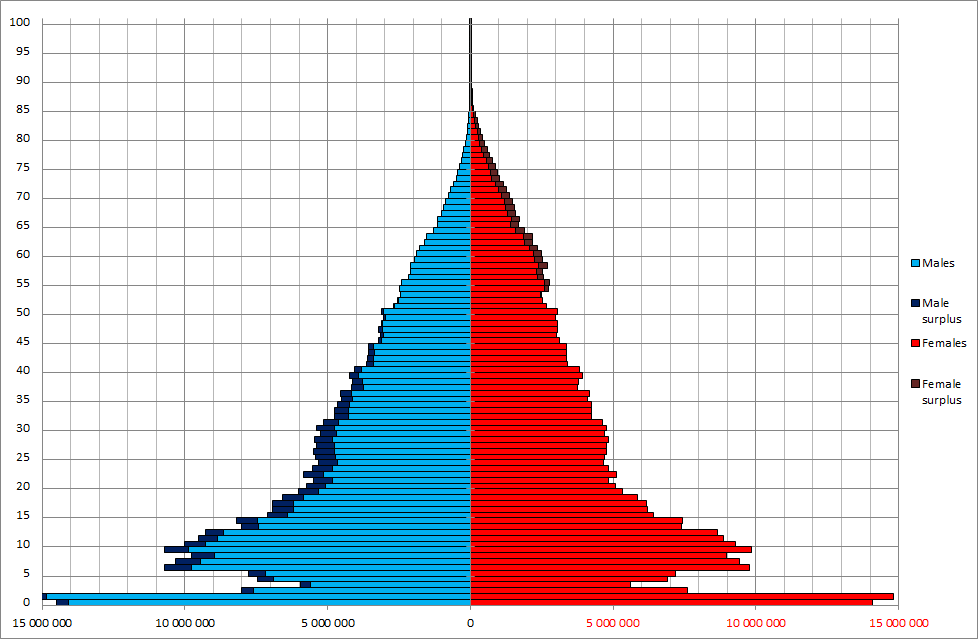
1964년 7월 1일, 제2차 인구 조사
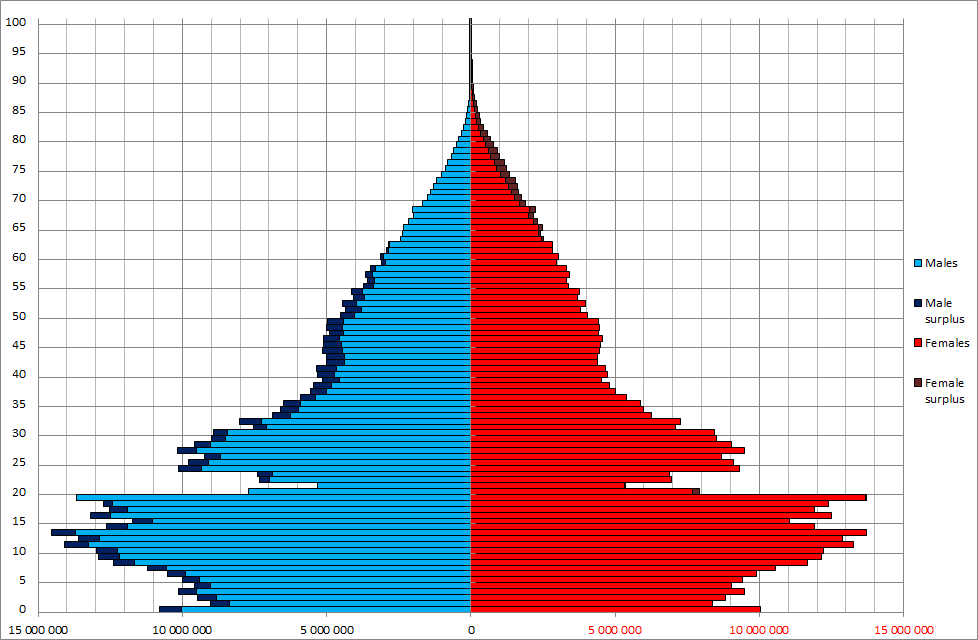
1982년 7월 1일, 제3차 인구 조사
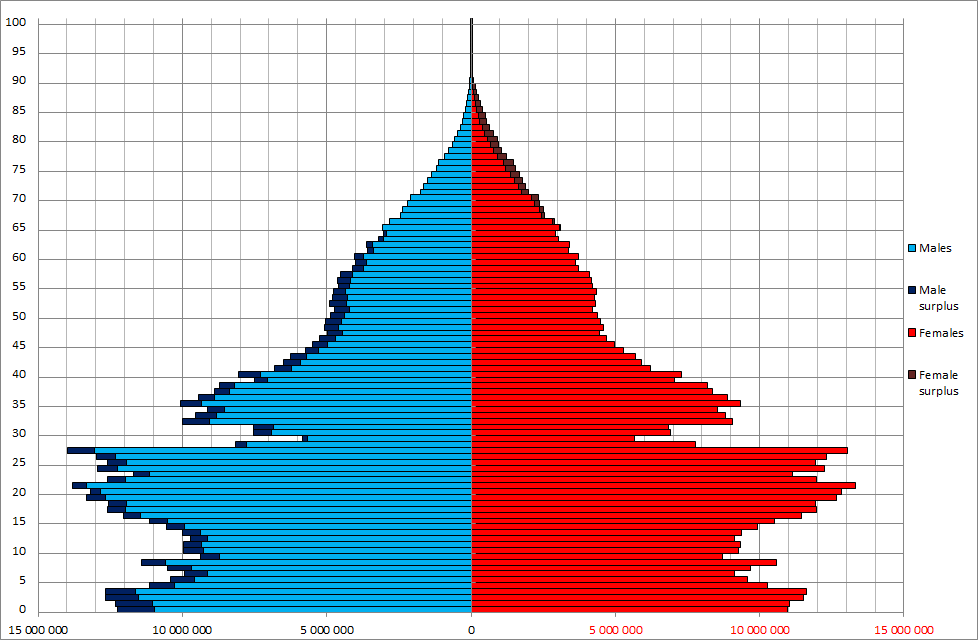
1990년 7월 1일, 제4차 인구 조사
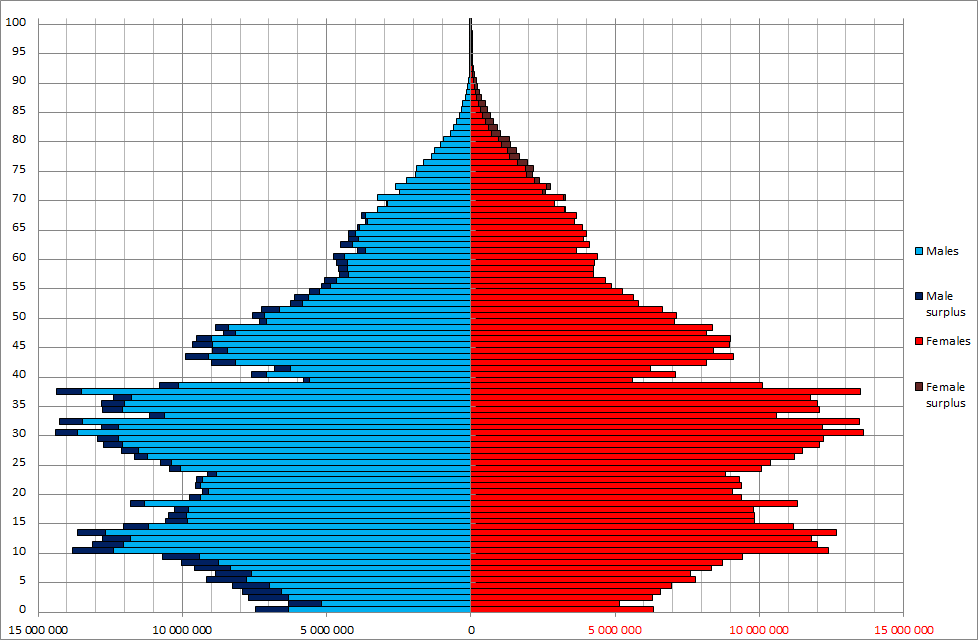
2000년 11월 1일, 제5차 인구 조사
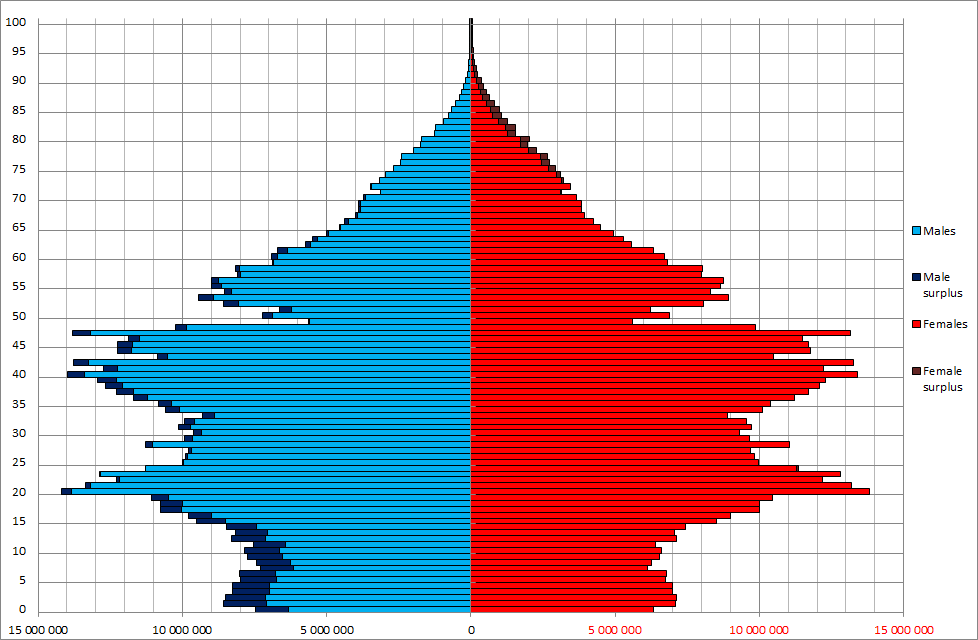
2010년 11월 1일, 제6차 인구 조사
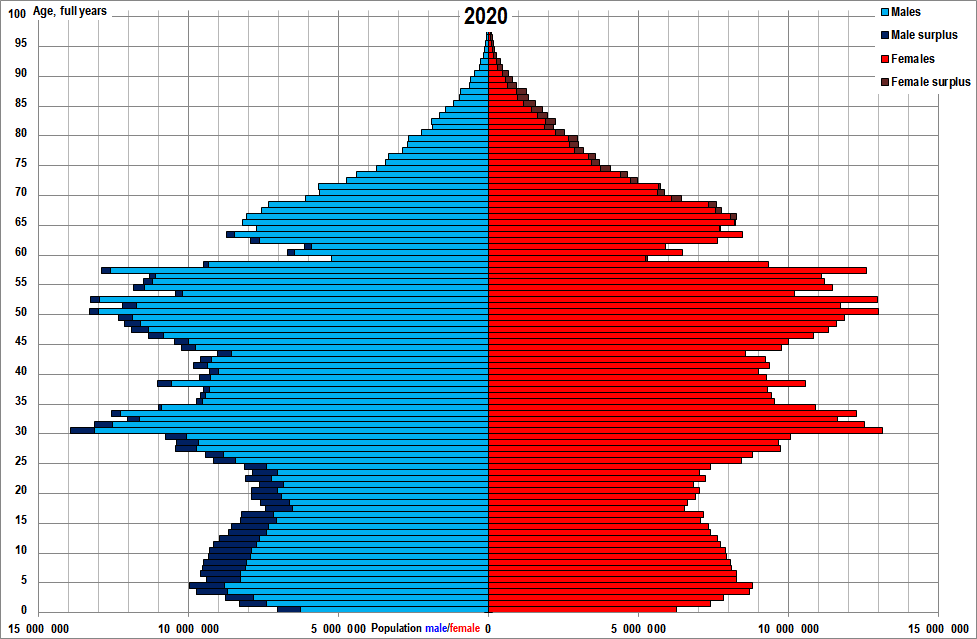
2020년 11월 1일, 제7차 인구 조사

### 지역별 인구 통계
| 지역                               | 1953년 조사 | 1953년 조사 | 1964년 조사 | 1964년 조사 | 1982년 조사   | 1982년 조사   | 1990년 조사   | 1990년 조사   | 2000년 조사   | 2000년 조사   | 2010년 조사   | 2010년 조사   | 2020년 조사   | 2020년 조사   |
| 지역                               | 인구        | %           | 인구        | %           | 인구          | %             | 인구          | %             | 인구          | %             | 인구          | %             | 인구          | %             |
| ---------------------------------- | ----------- | ----------- | ----------- | ----------- | ------------- | ------------- | ------------- | ------------- | ------------- | ------------- | ------------- | ------------- | ------------- | ------------- |
| 베이징시                           | 3,768,149   | 1.48        | 8,568,495   | 1.23        | 9,230,687     | 3.92          | 11,819,407    | 0.95          | 13,820,000    | 1.09          | 19,612,368    | 1.46          | 21,893,095    | 1.55          |
| 허베이성                           | 35,984,644  | 6.18        | 49,687,781  | 6.58        | 53,005,876    | 5.26          | 61,082,439    | 5.39          | 67,440,000    | 5.33          | 79,854,202    | 5.36          | 74,610,235    | 5.28          |
| 톄진 시                            | 2,693,831   | 0.46        | 49,687,781  | 6.58        | 7,764,141     | 0.77          | 8,785,402     | 0.77          | 10,010,000    | 0.79          | 12,938,224    | 0.97          | 13,866,009    | 0.98          |
| 산시성                             | 14,314,485  | 2.46        | 18,015,067  | 2.59        | 25,291,389    | 2.51          | 28,759,014    | 2.54          | 32,970,000    | 2.60          | 35,712,111    | 2.67          | 34,915,616    | 2.47          |
| 내몽골 자치구                      | 6,100,104   | 1.05        | 12,348,638  | 1.78        | 19,274,279    | 1.91          | 21,456,798    | 1.89          | 23,760,000    | 1.88          | 24,706,321    | 1.84          | 24,049,155    | 1.70          |
| 러허성 (현재 사라짐)               | 5,160,822   | 0.89        |             |             |               |               |               |               |               |               |               |               |               |               |
| 랴오닝성                           | 18,545,147  | 3.18        | 26,946,200  | 3.88        | 35,721,693    | 3.54          | 39,459,697    | 3.48          | 42,380,000    | 3.35          | 43,746,323    | 3.27          | 42,591,407    | 3.02          |
| 지린성                             | 11,290,073  | 1.94        | 15,668,663  | 2.26        | 22,560,053    | 2.24          | 24,658,721    | 2.18          | 27,280,000    | 2.16          | 27,462,297    | 2.05          | 24,073,453    | 1.71          |
| 헤이룽장성                         | 11,897,309  | 2.04        | 20,118,271  | 2.90        | 32,665,546    | 3.24          | 35,214,873    | 3.11          | 39,890,000    | 2.91          | 38,312,224    | 2.86          | 31,850,088    | 2.26          |
| 상하이시                           | 6,204,417   | 1.06        | 10,816,458  | 1.56        | 11,859,748    | 1.18          | 13,341,896    | 1.18          | 16,740,000    | 1.32          | 23,019,148    | 1.72          | 24,870,895    | 1.76          |
| 장쑤성                             | 41,252,192  | 7.08        | 44,504,608  | 6.41        | 60,521,114    | 6.00          | 67,056,519    | 5.91          | 74,380,000    | 5.88          | 77,659,903    | 5.87          | 84,748,016    | 6.00          |
| 저장성                             | 22,865,747  | 3.92        | 28,318,573  | 4.08        | 38,884,603    | 3.86          | 41,445,930    | 3.66          | 46,770,000    | 3.69          | 54,426,891    | 4.06          | 64,567,588    | 4.57          |
| 안후이성                           | 30,343,637  | 5.21        | 31,241,657  | 4.50        | 49,665,724    | 4.93          | 56,180,813    | 4.96          | 59,860,000    | 4.73          | 59,500,510    | 4.44          | 61,027,171    | 4.32          |
| 푸젠성                             | 13,142,721  | 2.26        | 16,757,223  | 2.41        | 25,931,106    | 2.57          | 30,097,274    | 2.65          | 34,710,000    | 2.74          | 36,894,216    | 2.75          | 41,540,086    | 2.94          |
| 장시성                             | 16,772,865  | 2.88        | 21,068,019  | 3.03        | 33,184,827    | 3.29          | 37,710,281    | 3.33          | 41,400,000    | 3.27          | 44,567,475    | 3.33          | 45,188,635    | 3.20          |
| 산둥성                             | 48,876,548  | 8.39        | 55,519,038  | 7.99        | 74,419,054    | 7.38          | 84,392,827    | 7.44          | 90,790,000    | 7.17          | 95,793,065    | 7.15          | 101,527,453   | 7.19          |
| 허난성                             | 44,214,594  | 7.59        | 50,325,511  | 7.25        | 74,422,739    | 7.38          | 85,509,535    | 7.54          | 92,560,000    | 7.31          | 94,023,567    | 7.02          | 99,365,519    | 7.04          |
| 허베이성                           | 27,789,693  | 4.77        | 33,709,344  | 4.85        | 47,804,150    | 4.74          | 53,969,210    | 4.76          | 60,280,000    | 4.76          | 57,237,740    | 4.27          | 57,752,557    | 4.09          |
| 후난성                             | 33,226,954  | 5.70        | 37,182,286  | 5.35        | 54,008,851    | 5.36          | 60,659,754    | 5.35          | 64,440,000    | 5.09          | 65,683,722    | 4.90          | 66,444,864    | 4.71          |
| 광둥성                             | 34,770,059  | 5.97        | 42,800,849  | 6.16        | 59,299,220    | 5.88          | 62,829,236    | 5.54          | 86,420,000    | 6.83          | 104,303,132   | 7.79          | 126,012,510   | 8.93          |
| 하이난성                           | 34,770,059  | 5.97        | 42,800,849  | 6.16        | 59,299,220    | 5.88          | 62,829,236    | 5.54          | 7,870,000     | 0.62          | 8,671,518     | 0.65          | 10,081,232    | 0.71          |
| 광시 좡족 자치구                   | 19,560,822  | 3.36        | 20,845,017  | 3.00        | 36,420,960    | 3.61          | 42,245,765    | 3.73          | 44,890,000    | 3.55          | 46,026,629    | 3.55          | 50,126,804    | 3.55          |
| 쓰촨성                             | 62,303,999  | 10.69       | 67,956,490  | 9.78        | 99,713,310    | 9.89          | 107,218,173   | 9.46          | 83,290,000    | 6.58          | 80,418,200    | 6.00          | 83,674,866    | 5.93          |
| 충칭시                             | 62,303,999  | 10.69       | 67,956,490  | 9.78        | 99,713,310    | 9.89          | 107,218,173   | 9.46          | 30,900,000    | 2.44          | 28,846,170    | 2.15          | 32,054,159    | 2.27          |
| 구이저우성                         | 15,037,310  | 2.58        | 17,140,521  | 2.47        | 28,552,997    | 2.83          | 32,391,066    | 2.86          | 35,250,000    | 2.78          | 34,746,468    | 2.59          | 38,562,148    | 2.73          |
| 윈난성                             | 17,472,737  | 3.00        | 20,509,525  | 2.95        | 32,553,817    | 3.23          | 36,972,610    | 3.26          | 42,880,000    | 3.39          | 45,966,239    | 3.43          | 47,209,277    | 3.34          |
| 티베트 자치구                      | 1,273,969   | 0.22        | 1,251,225   | 0.18        | 1,892,393     | 0.19          | 2,196,010     | 0.19          | 2,620,000     | 0.21          | 3,002,166     | 0.22          | 3,648,100     | 0.26          |
| 시캉성 (현재 사라짐)               | 3,381,064   | 0.58        |             |             |               |               |               |               |               |               |               |               |               |               |
| 산시성                             | 15,881,281  | 2.73        | 20,766,915  | 2.99        | 28,904,423    | 2.87          | 32,882,403    | 2.90          | 36,050,000    | 2.85          | 37,327,378    | 2.79          | 39,528,999    | 2.80          |
| 간쑤성                             | 12,093,600  | 2.06        | 12,630,569  | 1.82        | 19,569,261    | 1.94          | 22,371,141    | 1.97          | 25,620,000    | 2.02          | 25,575,254    | 1.91          | 25,019,831    | 1.77          |
| 닝샤 후이족 자치구                 | 1,506,200   | 0.26        | 2,107,500   | 0.30        | 3,895,578     | 0.39          | 4,655,451     | 0.41          | 5,620,000     | 0.44          | 6,301,350     | 0.47          | 7,202,654     | 0.51          |
| 칭하이성                           | 1,676,534   | 0.29        | 2,145,604   | 0.31        | 3,895,706     | 0.39          | 4,456,946     | 0.39          | 5,180,000     | 0.41          | 5,626,722     | 0.42          | 5,923,957     | 0.42          |
| 위구르 자치구                      | 4,873,608   | 0.84        | 7,270,067   | 1.05        | 13,081,681    | 1.30          | 15,155,778    | 1.34          | 19,250,000    | 1.52          | 21,813,334    | 1.63          | 25,852,345    | 1.83          |
| 군인                               |             |             |             |             | 4,238,210     |               | 3,199,100     |               | 2,500,000     |               | 2,300,000     |               | 2,000,000     |               |
| 정의하기 어려운 영주권을 가진 인구 |             |             |             |             |               |               |               |               |               |               | 4,649,985     |               |               |               |
| 중국 본토 전체                     | 582,603,417 | 582,603,417 | 694,581,759 | 694,581,759 | 1,008,175,288 | 1,008,175,288 | 1,133,682,501 | 1,133,682,501 | 1,265,830,000 | 1,265,830,000 | 1,339,724,852 | 1,339,724,852 | 1,411,778,724 | 1,411,778,724 |

### 민족별 인구 통계
| 민족            | 1953        | %           | 1964        | %           | 1982          | %             | 1990          | %             | 2000          | %             | 2010          | %             | 2020          | %             |
| --------------- | ----------- | ----------- | ----------- | ----------- | ------------- | ------------- | ------------- | ------------- | ------------- | ------------- | ------------- | ------------- | ------------- | ------------- |
| 한족            | 547,283,057 | 93.94       | 651,296,368 | 94.22       | 936,703,824   | 93.30         | 1,039,187,548 | 91.92         | 1,137,386,112 | 91.53         | 1,220,844,520 | 91.60         | 1,286,310,000 | 91.11         |
| 소수 민족들     | 35,320,360  | 6.06        | 39,883,909  | 5.78        | 67,233,254    | 6.67          | 90,570,743    | 8.01          | 105,225,173   | 8.47          | 111,966,349   | 8.40          | 125,470,000   | 8.89          |
| 좡족            | 6,611,455   | 1.13        | 8,386,140   | 1.21        | 13,441,900    | 1.32          | 15,555,820    | 1.38          | 16,178,811    | 1.28          | 16,926,381    | 1.27          |               |               |
| 후이족          | 3,559,350   | 0.61        | 4,473,147   | 0.64        | 7,207,780     | 0.71          | 8,612,001     | 0.76          | 9,816,802     | 0.78          | 10,586,087    | 0.79          |               |               |
| 만주족          | 2,418,931   | 0.42        | 2,695,675   | 0.39        | 4,299,950     | 0.43          | 9,846,776     | 0.87          | 10,682,263    | 0.84          | 10,387,958    | 0.78          |               |               |
| 위구르족        | 3,640,125   | 0.62        | 3,996,311   | 0.58        | 5,917,030     | 0.59          | 7,207,024     | 0.64          | 8,399,393     | 0.66          | 10,069,346    | 0.76          |               |               |
| 먀오족          | 2,511,339   | 0.43        | 2,782,088   | 0.40        | 5,017,260     | 0.50          | 7,383,622     | 0.65          | 8,940,116     | 0.71          | 9,426,007     | 0.71          |               |               |
| 이족            | 3,254,269   | 0.56        | 3,380,960   | 0.49        | 5,492,330     | 0.54          | 6,578,524     | 0.58          | 7,762,286     | 0.61          | 8,714,393     | 0.65          |               |               |
| 투자족          |             |             |             |             | 284,900       | 0.03          | 5,725,049     | 0.51          | 8,028,133     | 0.63          | 8,353,912     | 0.63          |               |               |
| 티베트인        | 2,775,622   | 0.48        | 2,501,174   | 0.36        | 3,821,950     | 0.38          | 4,593,072     | 0.41          | 5,416,021     | 0.43          | 6,282,187     | 0.47          |               |               |
| 몽골인          | 1,462,956   | 0.25        | 1,965,766   | 0.28        | 3,402,200     | 0.34          | 4,802,407     | 0.42          | 5,813,947     | 0.46          | 5,981,840     | 0.45          |               |               |
| 부이족          | 1,247,883   | 0.21        | 1,348,055   | 0.19        | 2,103,150     | 0.21          | 2,548,294     | 0.22          | 2,971,460     | 0.23          | 2,870,034     | 0.22          |               |               |
| 조선족          | 1,120,405   | 0.19        | 1,339,569   | 0.19        | 1,783,150     | 0.18          | 1,923,361     | 0.17          | 1,923,842     | 0.15          | 1,830,929     | 0.14          |               |               |
| 둥족            | 712802      |             | 836123      |             | 1,446,190     | 0.14          | 2,508,624     | 0.22          | 2,960,293     | 0.24          | 2,879,974     | 0.22          |               |               |
| 야오족          | 665933      |             | 857265      |             | 1,414,870     | 0.14          | 2,137,033     | 0.19          | 2,637,421     | 0.21          | 2,796,003     | 0.21          |               |               |
| 바이족          | 567119      |             | 706623      |             | 1,147,360     | 0.11          | 1,598,052     | 0.14          | 1,858,063     | 0.15          | 1,933,510     | 0.15          |               |               |
| 하니족          | 481220      |             | 628727      |             | 1,063,300     | 0.11          | 1,254,800     | 0.11          | 1,439,673     | 0.12          | 1,660,932     | 0.12          |               |               |
| 카자흐인        | 509375      |             | 491637      |             | 878,570       | 0.09          | 1,110,758     | 0.10          | 1,250,458     | 0.10          | 1,462,588     | 0.11          |               |               |
| 리족            | 360950      |             | 438813      |             | 882,030       | 0.09          | 1,112,498     | 0.10          | 1,247,814     | 0.10          | 1,463,064     | 0.11          |               |               |
| 다이족          | 478966      |             | 535389      |             | 864,340       | 0.09          | 1,025,402     | 0.09          | 1,158,989     | 0.09          | 1,261,311     | 0.09          |               |               |
| 서족            |             |             | 234167      |             | 379,080       | 0.04          | 634,700       | 0.06          | 709,592       | 0.06          | 708,651       | 0.05          |               |               |
| 리수족          | 317465      |             | 270628      |             | 466,760       | 0.05          | 574,589       | 0.05          | 634,912       | 0.05          | 702,839       | 0.05          |               |               |
| 거라오족        |             |             | 26852       |             | 59,810        | 0.01          | 438,192       | 0.04          | 579,357       | 0.05          | 550,746       | 0.04          |               |               |
| 둥샹족          | 155761      |             | 147443      |             | 279523        | –             | 373,669       | 0.03          | 513,805       | 0.04          | 621,500       | 0.05          |               |               |
| 타이완 원주민   | 329         |             | 366         |             | 1,750         | 0.00          | 2,877         | 0.00          | 4,461         | 0.00          | 4,009         | 0.00          |               |               |
| 라후족          | 139060      |             | 191241      |             | 320,350       | 0.03          | 411,545       | 0.04          | 453,705       | 0.04          | 485,966       | 0.04          |               |               |
| 수이족          | 133566      |             | 156099      |             | 300,690       | 0.03          | 347,116       | 0.03          | 406,902       | 0.03          | 411,847       | 0.03          |               |               |
| 와족            | 286158      |             | 200272      |             | 271,050       | 0.03          | 351,980       | 0.03          | 396,610       | 0.03          | 429,709       | 0.03          |               |               |
| 나시족          | 143453      |             | 156796      |             | 248,650       | 0.02          | 277,750       | 0.02          | 308,839       | 0.02          | 326,295       | 0.02          |               |               |
| 창족            | 35660       |             | 49105       |             | 109,760       | 0.01          | 198,303       | 0.02          | 306,072       | 0.02          | 309,576       | 0.02          |               |               |
| 투족            | 53277       |             | 77349       |             | 148,760       | 0.01          | 192,568       | 0.02          | 241,198       | 0.02          | 289,565       | 0.02          |               |               |
| 무라오족        |             |             | 52819       |             | 91,790        | 0.01          | 160,648       | 0.01          | 207,352       | 0.02          | 216,257       | 0.02          |               |               |
| 시버족          | 19022       |             | 33438       |             | 77,560        | 0.01          | 172,932       | 0.02          | 188,824       | 0.02          | 190,481       | 0.01          |               |               |
| 키르기스인      | 70944       |             | 70151       |             | 108,790       | 0.01          | 143,537       | 0.01          | 160,823       | 0.01          | 186,708       | 0.01          |               |               |
| 다우르족        |             |             | 63394       |             | 94126         | –             | 121,463       | 0.01          | 132,143       | 0.01          | 131,992       | 0.01          |               |               |
| 징포족          | 101852      |             | 57762       |             | 100,180       | 0.01          | 119,276       | 0.01          | 132,143       | 0.01          | 147,828       | 0.01          |               |               |
| 마오난족        |             |             | 22382       |             | 37,450        | 0.00          | 72,370        | 0.01          | 107,106       | 0.01          | 101,192       | 0.01          |               |               |
| 사라족          | 30658       |             | 69135       |             | 68,030        | 0.01          | 82,398        | 0.01          | 104,503       | 0.01          | 130,607       | 0.01          |               |               |
| 부랑족          |             |             | 39411       |             | 58473         | –             | 87,546        | 0.01          | 91,882        | 0.01          | 119,639       | 0.01          |               |               |
| 타지크인        | 14462       |             | 16236       |             | 27,430        | 0.00          | 33,223        | 0.00          | 41,028        | 0.00          | 51,069        | 0.00          |               |               |
| 아창족          |             |             | 12032       |             | 31,490        | 0.00          | 27,718        | 0.00          | 33,936        | 0.00          | 39,555        | 0.00          |               |               |
| 푸미족          |             |             | 14298       |             | 18,860        | 0.00          | 29,721        | 0.00          | 33,600        | 0.00          | 42,861        | 0.00          |               |               |
| 에벤크인        | 4957        |             | 9681        |             | 19,440        | 0.00          | 26,379        | 0.00          | 30,505        | 0.00          | 30,875        | 0.00          |               |               |
| 누족            |             |             | 15047       |             | 25,980        | 0.00          | 27,190        | 0.00          | 28,759        | 0.00          | 37,523        | 0.00          |               |               |
| 징족            |             |             |             |             | 12,140        | 0.00          | 18,749        | 0.00          | 22,517        | 0.00          | 28,199        | 0.00          |               |               |
| 지눠족          |             |             |             |             | 11,260        | 0.00          | 18,022        | 0.00          | 20,899        | 0.00          | 23,143        | 0.00          |               |               |
| 팔라웅족        |             |             |             |             | –             | –             | 15,461        | 0.00          | 17,935        | 0.00          | 20,556        | 0.00          |               |               |
| 바오안족        | 4957        |             | 5125        |             | 6,620         | 0.00          | 11,683        | 0.00          | 16,505        | 0.00          | 20,074        | 0.00          |               |               |
| 러시아인        | 22656       |             | 1326        |             | 2,830         | 0.00          | 13,500        | 0.00          | 15,609        | 0.00          | 15,393        | 0.00          |               |               |
| 위구족          | 3861        |             | 5717        |             | 7,670         | 0.00          | 12,293        | 0.00          | 13,719        | 0.00          | 14,378        | 0.00          |               |               |
| 우즈베크인      | 13626       |             | 7717        |             | 13,810        | 0.00          | 14,763        | 0.00          | 13,370        | 0.00          | 10,569        | 0.00          |               |               |
| 몬파인          |             |             | 3809        |             | 1,040         | 0.00          | 7,498         | 0.00          | 8,923         | 0.00          | 10,561        | 0.00          |               |               |
| 오로촌족        | 2262        |             | 2709        |             | 2,280         | 0.00          | 7,004         | 0.00          | 8,196         | 0.00          | 8,659         | 0.00          |               |               |
| 두룽족          |             |             |             |             | 4,250         | 0.00          | 5,825         | 0.00          | 7,426         | 0.00          | 6,930         | 0.00          |               |               |
| 중국계 타타르인 | 6929        |             | 2294        |             | 7,510         | 0.00          | 5,064         | 0.00          | 4,890         | 0.00          | 3,556         | 0.00          |               |               |
| 나나이인        |             |             | 718         |             | 670           | 0.00          | 4,254         | 0.00          | 4,640         | 0.00          | 5,354         | 0.00          |               |               |
| 뤄바족          |             |             |             |             | 1,030         | 0.00          | 2,322         | 0.00          | 2,965         | 0.00          | 3,682         | 0.00          |               |               |
| 미식별 민족     |             |             |             |             | 3,370,880     | 0.33          | 3,498         | 0.00          | 734,379       | 0.06          | 640,101       | 0.05          |               |               |
| 불명            |             |             |             |             | 4,720         | 0.00          | 752,347       | 0.07          | –             | –             | –             | –             |               |               |
| 귀화            |             |             |             |             | –             | –             | –             | –             | 941           | 0.00          | 1,448         | 0.00          |               |               |
| 중국 본토 전체  | 582,603,417 | 582,603,417 | 694,581,759 | 694,581,759 | 1,008,175,288 | 1,008,175,288 | 1,133,682,501 | 1,133,682,501 | 1,242,612,226 | 1,242,612,226 | 1,332,810,869 | 1,332,810,869 | 1,411,780,000 | 1,411,780,000 |

## 인구 통계

### 1949-현재, 출생 및 사망 통계
|      | 연앙 인구     | 출생아 수  | 사망자 수  | 자연 증감  | 조출생률 (1000명당) | 조사망률 (1000명당) | 자연 증감률 (1000명당) | 합계출산율 |
| ---- | ------------- | ---------- | ---------- | ---------- | ------------------- | ------------------- | ---------------------- | ---------- |
| 1949 | 537,371,000   | 19,345,000 | 10,747,000 | 8,598,000  | 36.0                | 20.0                | 16.0                   |            |
| 1950 | 546,815,000   | 20,232,000 | 9,843,000  | 10,389,000 | 37.0                | 18.0                | 19.0                   | 5.29       |
| 1951 | 557,480,000   | 21,073,000 | 9,923,000  | 11,150,000 | 37.8                | 17.8                | 20.0                   |            |
| 1952 | 568,910,000   | 21,050,000 | 9,671,000  | 11,379,000 | 37.0                | 17.0                | 20.0                   |            |
| 1953 | 581,390,000   | 21,511,000 | 8,139,000  | 13,372,000 | 37.0                | 14.0                | 23.0                   |            |
| 1954 | 595,310,000   | 22,604,000 | 7,846,000  | 14,758,000 | 37.97               | 13.18               | 24.79                  |            |
| 1955 | 608,655,000   | 19,842,000 | 7,474,000  | 12,368,000 | 32.60               | 12.28               | 20.32                  | 5.98       |
| 1956 | 621,465,000   | 19,825,000 | 7,085,000  | 12,740,000 | 31.90               | 11.40               | 20.50                  |            |
| 1957 | 637,405,000   | 21,691,000 | 6,884,000  | 14,807,000 | 34.03               | 10.80               | 23.23                  |            |
| 1958 | 653,235,000   | 19,088,000 | 7,826,000  | 11,262,000 | 29.22               | 11.98               | 17.24                  |            |
| 1959 | 666,005,000   | 16,504,000 | 9,717,000  | 6,787,000  | 24.78               | 14.59               | 10.19                  |            |
| 1960 | 667,070,000   | 13,915,000 | 16,964,000 | −3,049,000 | 20.86               | 25.43               | −4.57                  | 3.99       |
| 1961 | 660,330,000   | 11,899,000 | 9,403,000  | 2,496,000  | 18.02               | 14.24               | 3.78                   |            |
| 1962 | 665,770,000   | 24,640,000 | 6,671,000  | 17,969,000 | 37.01               | 10.02               | 26.99                  |            |
| 1963 | 682,335,000   | 29,593,000 | 6,851,000  | 22,742,000 | 43.37               | 10.04               | 33.33                  |            |
| 1964 | 698,355,000   | 27,334,000 | 8,031,000  | 19,303,000 | 39.14               | 11.50               | 27.64                  |            |
| 1965 | 715,185,000   | 27,091,000 | 6,794,000  | 20,297,000 | 37.88               | 9.50                | 28.38                  | 6.02       |
| 1966 | 735,400,000   | 25,776,000 | 6,494,000  | 19,282,000 | 35.05               | 8.83                | 26.22                  |            |
| 1967 | 754,550,000   | 25,625,000 | 6,361,000  | 19,264,000 | 33.96               | 8.43                | 25.53                  |            |
| 1968 | 774,510,000   | 27,565,000 | 6,359,000  | 21,206,000 | 35.59               | 8.21                | 27.38                  |            |
| 1969 | 796,025,000   | 27,152,000 | 6,392,000  | 20,760,000 | 34.11               | 8.03                | 26.08                  |            |
| 1970 | 818,315,000   | 27,356,000 | 6,219,000  | 21,137,000 | 33.43               | 7.60                | 25.83                  | 5.75       |
| 1971 | 841,105,000   | 25,780,000 | 6,157,000  | 19,623,000 | 30.65               | 7.32                | 23.33                  |            |
| 1972 | 862,030,000   | 25,663,000 | 6,560,000  | 19,103,000 | 29.77               | 7.61                | 22.16                  |            |
| 1973 | 881,940,000   | 24,633,000 | 6,209,000  | 18,424,000 | 27.93               | 7.04                | 20.89                  |            |
| 1974 | 900,350,000   | 22,347,000 | 6,609,000  | 15,738,000 | 24.82               | 7.34                | 17.48                  |            |
| 1975 | 916,395,000   | 21,086,000 | 6,708,000  | 14,378,000 | 23.01               | 7.32                | 15.69                  | 3.58       |
| 1976 | 930,685,000   | 18,530,000 | 6,747,000  | 11,783,000 | 19.91               | 7.25                | 12.66                  |            |
| 1977 | 943,455,000   | 17,860,000 | 6,482,000  | 11,378,000 | 18.93               | 6.87                | 12.06                  |            |
| 1978 | 956,165,000   | 17,450,000 | 5,976,000  | 11,474,000 | 18.25               | 6.25                | 12.00                  |            |
| 1979 | 969,005,000   | 17,268,000 | 6,018,000  | 11,250,000 | 17.82               | 6.21                | 11.61                  |            |
| 1980 | 981,235,000   | 17,868,000 | 6,221,000  | 11,647,000 | 18.21               | 6.34                | 11.87                  | 2.32       |
| 1981 | 993,885,000   | 20,782,000 | 6,321,000  | 14,461,000 | 20.91               | 6.36                | 14.55                  |            |
| 1982 | 1,008,065,000 | 21,260,000 | 6,653,000  | 14,607,000 | 22.28               | 6.60                | 15.68                  |            |
| 1983 | 1,020,180,000 | 18,996,000 | 7,223,000  | 11,773,000 | 20.19               | 6.90                | 13.29                  |            |
| 1984 | 1,034,750,000 | 18,022,000 | 6,890,000  | 11,132,000 | 19.90               | 6.82                | 13.08                  |            |
| 1985 | 1,045,320,000 | 21,994,000 | 7,087,000  | 14,907,000 | 21.04               | 6.78                | 14.26                  | 2.65       |
| 1986 | 1,066,790,000 | 23,928,000 | 7,318,000  | 16,610,000 | 22.43               | 6.86                | 15.57                  |            |
| 1987 | 1,084,035,000 | 25,291,000 | 7,285,000  | 18,006,000 | 23.33               | 6.72                | 16.61                  |            |
| 1988 | 1,101,630,000 | 24,643,000 | 7,315,000  | 17,328,000 | 22.37               | 6.64                | 15.73                  |            |
| 1989 | 1,118,650,000 | 24,140,000 | 7,316,000  | 16,824,000 | 21.58               | 6.54                | 15.04                  |            |
| 1990 | 1,135,185,000 | 23,910,000 | 7,570,000  | 16,340,000 | 21.06               | 6.67                | 14.39                  | 2.43       |
| 1991 | 1,150,780,000 | 22,650,000 | 7,710,000  | 14,940,000 | 19.68               | 6.70                | 12.98                  |            |
| 1992 | 1,164,970,000 | 21,250,000 | 7,740,000  | 13,510,000 | 18.24               | 6.64                | 11.60                  |            |
| 1993 | 1,178,440,000 | 21,320,000 | 7,820,000  | 13,500,000 | 18.09               | 6.64                | 11.46                  |            |
| 1994 | 1,191,835,000 | 21,100,000 | 7,740,000  | 13,360,000 | 17.70               | 6.49                | 11.21                  |            |
| 1995 | 1,204,855,000 | 20,630,000 | 7,920,000  | 12,710,000 | 17.12               | 6.57                | 10.55                  | 1.68       |
| 1996 | 1,217,550,000 | 20,670,000 | 7,990,000  | 12,680,000 | 16.98               | 6.56                | 10.41                  |            |
| 1997 | 1,230,075,000 | 20,380,000 | 8,010,000  | 12,370,000 | 16.57               | 6.51                | 10.06                  |            |
| 1998 | 1,241,935,000 | 19,420,000 | 8,070,000  | 11,350,000 | 15.64               | 6.50                | 9.14                   |            |
| 1999 | 1,252,735,000 | 18,340,000 | 8,090,000  | 10,250,000 | 14.64               | 6.46                | 8.18                   |            |
| 2000 | 1,262,645,000 | 17,710,000 | 8,140,000  | 9,570,000  | 14.03               | 6.45                | 7.58                   | 1.45       |
| 2001 | 1,271,850,000 | 17,020,000 | 8,180,000  | 8,840,000  | 13.38               | 6.43                | 6.95                   |            |
| 2002 | 1,280,400,000 | 16,470,000 | 8,210,000  | 8,260,000  | 12.86               | 6.41                | 6.45                   |            |
| 2003 | 1,288,400,000 | 15,990,000 | 8,250,000  | 7,740,000  | 12.41               | 6.40                | 6.01                   |            |
| 2004 | 1,296,075,000 | 15,930,000 | 8,320,000  | 7,610,000  | 12.29               | 6.42                | 5.87                   |            |
| 2005 | 1,303,720,000 | 16,170,000 | 8,490,000  | 7,680,000  | 12.40               | 6.51                | 5.89                   | 1.51       |
| 2006 | 1,311,020,000 | 15,840,000 | 8,920,000  | 6,920,000  | 12.08               | 6.79                | 5.30                   |            |
| 2007 | 1,317,885,000 | 15,940,000 | 9,130,000  | 6,810,000  | 12.10               | 6.91                | 5.19                   |            |
| 2008 | 1,324,655,000 | 16,080,000 | 9,350,000  | 6,730,000  | 12.14               | 7.04                | 5.10                   |            |
| 2009 | 1,331,260,000 | 16,150,000 | 9,430,000  | 6,720,000  | 12.13               | 7.07                | 5.07                   |            |
| 2010 | 1,337,705,000 | 15,920,000 | 9,510,000  | 6,410,000  | 11.90               | 7.09                | 4.81                   | 1.54       |
| 2011 | 1,345,035,000 | 16,040,000 | 9,600,000  | 6,440,000  | 11.93               | 7.12                | 4.81                   |            |
| 2012 | 1,354,190,000 | 16,350,000 | 9,660,000  | 6,690,000  | 12.07               | 7.11                | 4.97                   |            |
| 2013 | 1,363,240,000 | 16,400,000 | 9,720,000  | 6,680,000  | 12.03               | 7.11                | 4.92                   |            |
| 2014 | 1,371,860,000 | 16,870,000 | 9,770,000  | 7,100,000  | 12.30               | 7.10                | 5.20                   |            |
| 2015 | 1,379,860,000 | 16,550,000 | 9,750,000  | 6,800,000  | 11.99               | 7.05                | 4.95                   | 1.41       |
| 2016 | 1,387,790,000 | 17,860,000 | 9,770,000  | 8,090,000  | 12.87               | 7.02                | 5.85                   |            |
| 2017 | 1,396,215,000 | 17,230,000 | 9,860,000  | 7,370,000  | 12.34               | 7.04                | 5.30                   |            |
| 2018 | 1,402,760,000 | 15,230,000 | 9,930,000  | 5,300,000  | 10.86               | 7.07                | 3.79                   |            |
| 2019 | 1,407,745,000 | 14,650,000 | 9,980,000  | 4,670,000  | 10.41               | 7.08                | 3.33                   |            |
| 2020 | 1,411,099,234 | 12,050,000 | 10,010,000 | 2,040,000  | 8.54                | 7.09                | 1.45                   | 1.30       |
| 2021 | 1,412,360,000 | 10,620,000 | 10,140,000 | 480,000    | 7.52                | 7.18                | 0.34                   | 1.16       |
| 2022 | 1,412,175,000 | 9,560,000  | 10,410,000 | −850,000   | 6.77                | 7.37                | −0.60                  | 1.09       |
| 2023 | 1,409,670,000 | 9,020,000  | 11,100,000 | −2,080,000 | 6.39                | 7.87                | −1.48                  | 1.07(e)    |

### 1930-1949 합계출산율 통계
출처: Our World In Data, Gapminder Foundation.
| 연도       | 1930 | 1931 | 1932 | 1933 | 1934 | 1935 | 1936 | 1937 | 1938 | 1939 | 1940 |
| ---------- | ---- | ---- | ---- | ---- | ---- | ---- | ---- | ---- | ---- | ---- | ---- |
| 합계출산율 | 5.5  | 5.47 | 5.45 | 5.43 | 5.4  | 5.38 | 5.35 | 5.32 | 5.3  | 5.28 | 5.25 |

| 연도       | 1941 | 1942 | 1943 | 1944 | 1945 | 1946 | 1947 | 1948 | 1949 |
| ---------- | ---- | ---- | ---- | ---- | ---- | ---- | ---- | ---- | ---- |
| 합계출산율 | 5.15 | 5.06 | 4.96 | 4.86 | 4.77 | 5    | 5.2  | 4.91 | 5.54 |

### 기대수명
| 기간      | 기대수명 | 기간      | 기대수명 |
| --------- | -------- | --------- | -------- |
| 1950–1955 | 43.8     | 1985–1990 | 68.9     |
| 1955–1960 | 44.5     | 1990–1995 | 69.7     |
| 1960–1965 | 44.6     | 1995–2000 | 70.9     |
| 1965–1970 | 55.5     | 2000–2005 | 73.1     |
| 1970–1975 | 61.7     | 2005–2010 | 74.7     |
| 1975–1980 | 65.5     | 2010–2015 | 75.7     |
| 1980–1985 | 67.8     |           |          |

출처: 유엔 세계인구전망

## 같이 보기
- 중화인민공화국의 인구순 도시 목록